# Batysj Salijeva
Batysj Salijevna Salijeva (ryska: Батыш Салиевна Салиева), född 1922 i byn Taldy-Suu i Ysyk-Köl oblast, död 2015 i Bisjkek, var en sovjetisk-kirgizisk politiker (kommunist). Hon var minister för social trygghet i Kirgiziska SSR 1953–1966 samt 1973–1985.

## Biografi
Batysj Salijeva föddes 1922 i byn Taldy-Suu, i en blandad kirgisisk-rysk familj. Från 1941 sysselsatte hon sig med ekonomiskt, socialt och politiskt arbete. 1941–1943 var hon pionjärledare, sedan sekreterare för Özgön-distriktskommittén för kommunistpartiet i Osj-provinsen. Från 1943 var hon förste sekreterare i Taldy-Suu-distriktskommittén i Komsomol. Från 1944 var hon chef för avdelningen för arbete bland kvinnor i kommunistpartiets Taldy-Suu distriktskommitté, och därefter fungerade hon i samma position vid Naryns provinskommitté för Kirgizistans kommunistiska parti.
1952 tog hon examen från Högre Partiskolan i Moskva, och 1952–1953 arbetade hon som instruktör i avdelningen för partiorgan i kommunistpartiets centralkommitté i Moskva. Åren 1953–1966 och 1973–1985 var hon socialminister i Kirgisiska SSR. Åren 1966–1973 var hon chef för det republikanska rådet för fackföreningar. 
Batysj Salijeva valdes till suppleant för Sovjetunionens högsta sovjet, vid dess sjunde och åttonde sammankomster, och ledde kommissionen för hälsa och social trygghet vid rådet för nationaliteter i Sovjetunionens högsta sovjet. Hon valdes till suppleant för den högsta sovjeten i Kirgiziska SSR vid de fjärde, femte, sjätte, nionde och tionde sammankomsterna.

### Övriga källor
- ”Салиева Батыш Салиевна: Биография”. Салиева Батыш Салиевна: Биография. Sputnik Кыргызстан. 2015-08-08. https://ru.sputnik.kg/spravka/20150808/1017288341.html. Läst 26 april 2020.
- ”Салиева Батыш”. Салиева Батыш. ЦентрАзия. https://centrasia.org/person2.php?st=1439010898. Läst 26 april 2020.